# James Bregman
James Bregman (ur. 17 listopada 1941 w hrabstwie Arlington) – amerykański judoka, brązowy medalista Igrzysk Olimpijskich w Tokio.
Na Mistrzostwach Świata zdobył jeden medal: brązowy w Rio de Janeiro (1965).